# Чедомир Илић (ТВ серија)
Чедомир Илић је југословенска телевизијска серија снимљена 1971. године у продукцији Телевизије Београд. Сценарио је заснован на истоименом роману Милутина Ускоковића.

## Епизоде
| Сезона | Епизода | Назив | Датум            |
| ------ | ------- | ----- | ---------------- |
| 1      | 1       | /     | 24. марта 1971.  |
| 1      | 2       | /     | 31. марта 1971.  |
| 1      | 3       | /     | 7. априла 1971.  |
| 1      | 4       | /     | 14. априла 1971. |
| 1      | 5       | /     | 21. априла 1971. |

## Улоге
| Глумац                     | Улога                                    |
| -------------------------- | ---------------------------------------- |
| Михаило Миша Јанкетић      | Чедомир Илић (5 еп. 1971)                |
| Светлана Бојковић          | Вишња Лазаревић (5 еп. 1971)             |
| Јелисавета Сека Саблић     | Бела Матовић (5 еп. 1971)                |
| Рахела Ферари              | Клеопатра Матовић (5 еп. 1971)           |
| Томанија Ђуричко           | Вишњина мајка (4 еп. 1971)               |
| Петар Краљ                 | Радоје Остојић (4 еп. 1971)              |
| Мирослав Алексић           | Младен Матовић, брат Белин (4 еп. 1971)  |
| Светолик Никачевић         | Јован Матовић (3 еп. 1971)               |
| Северин Бијелић            | Митар Лазаревић (3 еп. 1971)             |
| Властимир Ђуза Стојиљковић | Зарија Ристић, писац (3 еп. 1971)        |
| Петар Банићевић            | Краљ Александар Обреновић (3 еп. 1971)   |
| Миа Адамовић               | Милева, сестра Радојева (2 еп. 1971)     |
| Љиљана Газдић              | Каја, рођака Чедомирова (2 еп. 1971)     |
| Марко Николић              | Студент (2 еп. 1971)                     |
| Милан Ајваз                | Свештеник (1 еп. 1971)                   |
| Павле Богатинчевић         | Директор гимназије (1 еп. 1971)          |
| Богић Богићевић            | Лекар (1 еп. 1971)                       |
| Милутин Бутковић           | Стеван Илић, отац Чедомиров (1 еп. 1971) |
| Вера Дедић                 | Аница, другарица Вишњина (1 еп. 1971)    |

 Остале улоге ▼
| Глумац                   | Улога                                          |
| ------------------------ | ---------------------------------------------- |
| Владан Холец             | Радојев друг (1 еп. 1971)                      |
| Олга Ивановић            | Госпођа на балу 1 (1 еп. 1971)                 |
| Нада Касапић             | Госпођа Илић, мајка Чедомирова (1 еп. 1971)    |
| Љуба Ковачевић           | Гост у кафани (1 еп. 1971)                     |
| Љиљана Лашић             | Госпођица Илић, сестра Чедомирова (1 еп. 1971) |
| Петар Лупа               | Марјан, гост у кафани (1 еп. 1971)             |
| Иван Манојловић          | Доктор (1 еп. 1971)                            |
| Предраг Мики Манојловић  | Студент (1 еп. 1971)                           |
| Зорка Манојловић         | Вишњина газдарица (1 еп. 1971)                 |
| Добрила Матић            | Госпођа на балу 2 (1 еп. 1971)                 |
| Тамара Милетић           | Драга Машин (1 еп. 1971)                       |
| Предраг Милинковић       | Сликар (1 еп. 1971)                            |
| Мирко Милисављевић       | Службеник у министарству (1 еп. 1971)          |
| Михајло Бата Паскаљевић  | Фотограф Велизар (1 еп. 1971)                  |
| Божидар Павићевић Лонга  | Миладиновић, министар (1 еп. 1971)             |
| Милан Пузић              | Краљев официр 1 (1 еп. 1971)                   |
| Миодраг Радовановић      | Митрополит (1 еп. 1971)                        |
| Предраг Тасовац          | Министар (1 еп. 1971)                          |
| Марко Тодоровић          | Министар (1 еп. 1971)                          |
| Миливоје Мића Томић      | Министар (1 еп. 1971)                          |
| Власта Велисављевић      | Краљев официр 2 (1 еп. 1971)                   |
| Младен Млађа Веселиновић | Руски гинеколог (1 еп. 1971)                   |
| Јанез Врховец            | Министар (1 еп. 1971)                          |
| Стево Жигон              | Министар (1 еп. 1971)                          |

Комплетна ТВ екипа ▼
| Редитељ                   | Јоаким Марушић     | (5 еп. 1971)                     |
| Сценариста                | Јоаким Марушић     | (5 еп. 1971)                     |
| Сценариста                | Милутин Ускоковић  | (5 еп. 1971)                     |
| Продуцент                 | Милорад Бајић      | продуцент (5 еп. 1971)           |
| Директор фотографије      | Војислав Лукић     | (5 еп. 1971)                     |
| Монтажер                  | Блаженка Јенцик    | (5 еп. 1971)                     |
| Сценограф                 | Драгољуб Лазаревић | (5 еп. 1971)                     |
| Уметнички директор        | Јован Радић        | (5 еп. 1971)                     |
| Костимограф               | Ванда Нинић        | (5 еп. 1971)                     |
| Одсек за шминку           | Сава Кошничаревић  | шминкер (5 еп. 1971)             |
| Одсек за шминку           | Вера Ранковић      | шминкер (5 еп. 1971)             |
| Менаџер продукције        | Вера Маргитић      | вођа снимања (5 еп. 1971)        |
| Менаџер продукције        | Владимир Папић     | вођа снимања (5 еп. 1971)        |
| Помоћник режије           | Милан Лугомирски   | 1 помоћник редитеља (5 еп. 1971) |
| Одсек за звук             | Урош Грујичић      | микроман (5 еп. 1971)            |
| Одсек за звук             | Иван Закић         | тон мајстор (5 еп. 1971)         |
| Одсек за камеру и расвету | Никола Ђурашковић  | пратилац камере (5 еп. 1971)     |
| Одсек за камеру и расвету | Предраг Тодоровић  | пратилац камере (5 еп. 1971)     |
| Одсек за монтажу          | Љубомир Чоловић    | асистент монтажера (5 еп. 1971)  |
| Остала екипа              | Љубинка Курузовић  | секретар режије (5 еп. 1971)     |